# Romeiko
Romeiko ist eine Rotweinsorte. Sie ist eine autochthone Sorte Griechenlands und ist auf vielen Inseln der Kykladen in der Ägäis verbreitet, vor allem aber in der Region von Chania auf Kreta. Sie ist nach den Sorten Mavroudi und Liatiko die am dritthäufigsten angebaute rote Sorte in Griechenland. Der Name leitet sich von der traditionellen Bezeichnung „Romios“ für die Neugriechen ab (wörtlich „Römer“ als ehemaliges Staatsvolk des Byzantinischen Reiches, vgl. auch arabisch „Roumi“ und türkisch „Rum“). Die Rebfläche betrug in den 1990er Jahren ca. 2.200 Hektar.
Auf Kreta werden aus dieser spätreifenden und ertragreichen Sorte sowohl Rotweine, Roséweine als auch Weißweine erzeugt. Insbesondere in der Region Chania erzeugt man laut Jancis Robinson noch Rotweine alter Machart, die sehr schwer sind.
Synonyme: Mavroromeiko, Loïssima, Loussima, Mavro Kritis, Romeïco, Romeiko Mavro und Romaico.
Siehe auch den Artikel Weinbau in Griechenland und die Liste von Rebsorten.